# In Flanders Fields

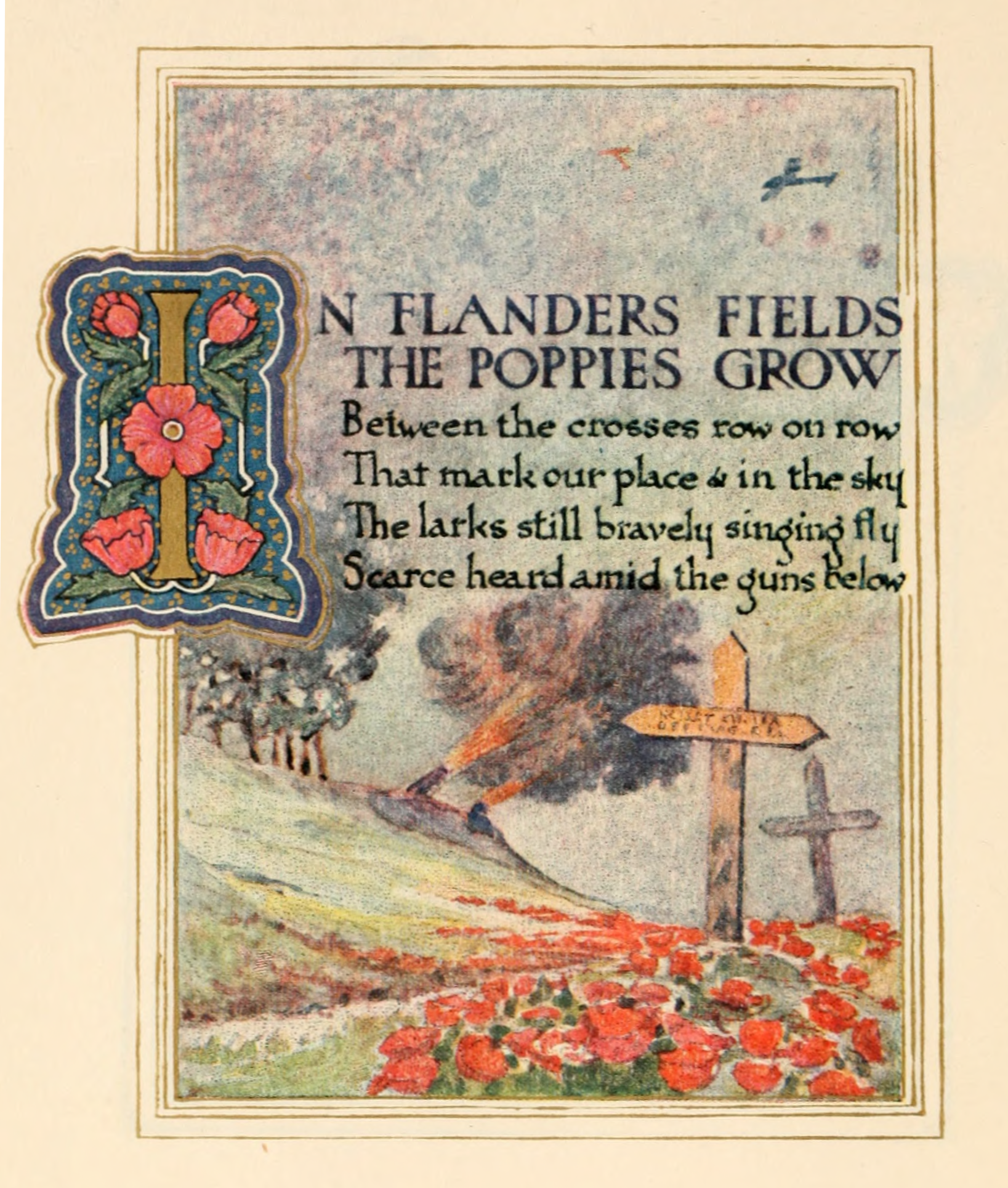
Ilustracja do wiersza z makami na grobach

In Flanders Fields (pol. Na polach Flandrii lub Wśród Flandrii pól) – wiersz kanadyjskiego poety, lekarza i żołnierza I wojny światowej, Johna McCrae. Jego powstanie zainspirowała śmierć przyjaciela poety, Alexisa Helmera, podczas II bitwy pod Ypres. Wiersz został napisany 3 maja 1915 i został opublikowany po raz pierwszy w magazynie „Punch” 8 grudnia 1915.
Wiersz opowiada o czerwonych makach, które masowo rozkwitły na grobach poległych w bitwie żołnierzy. Skojarzenie maków jako symbolu poległych zostało następnie przyjęte w krajach anglosaskich. Maki noszone są przypięte do ubrania lub zamocowane do atrap chłodnicy w samochodach. Czerwony kwiat maku stał się głównym symbolem Dnia Pamięci, obchodzonego 11 listopada. Cytat z utworu znajduje się także na kanadyjskim banknocie dwudziestodolarowym.
Do tytułu wiersza nawiązuje nazwa muzeum w Ypres poświęconego historii I wojny światowej na froncie zachodnim we Flandrii Zachodniej – In Flanders Fields Museum.

## Kontekst

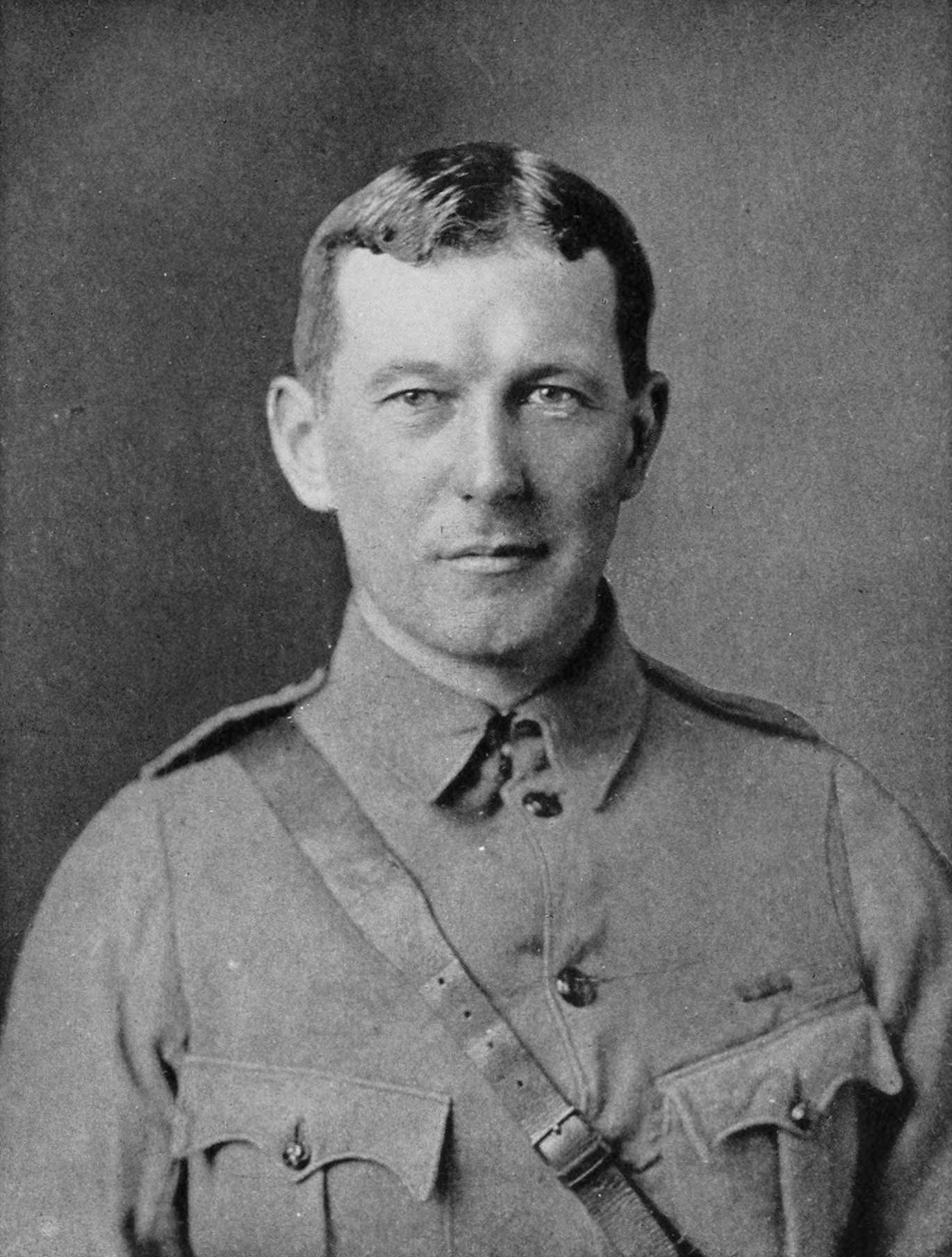
Podpułkownik John McCrae był żołnierzem, lekarzem i poetą.

John McCrae był poetą i lekarzem z Guelph w Ontario. W młodym wieku zainteresował się poezją i pisał całe życie. Jego pierwsze prace zostały opublikowane w połowie lat 90. XIX wieku w Kanadyjskich czasopismach i gazetach. Poezja McCrae’a często skupia się na śmierci oraz następującym po nim spokoju.
W wieku 41 lat McCrae wstąpił do Kanadyjskich Sił Specjalnych po wybuchu I wojny światowej. Miał możliwość dołączenia do korpusu medycznego ze względu na swoje wykształcenie i wiek, ale zamiast tego zgłosił się na ochotnika, aby dołączyć do jednostki bojowej jako strzelec i oficer medyczny. Był to drugi raz kiedy wstąpił do wojska; wcześniej walczył w siłach ochotniczych w II wojnie burskiej. W pierwszej kolejności uważał się za żołnierza; jego ojciec był przywódcą wojskowym w Guelph, a McCae dorastał wierząc w obowiązek walki za swój kraj i Imperium Brytyjskie.
McCrae walczył w II bitwie pod Ypres we flamandzkim regionie Belgii, gdzie armia niemiecka wyprowadziła pierwszy w historii atak z użyciem broni chemicznej. 22 kwietnia 1915 roku zaatakowali oni francuskie pozycje na północ od Kanadyjczyków gazem chlorowym, lecz nie byli w stanie przełamać kanadyjskiej linii obrony, która utrzymała się przez ponad dwa tygodnie. W liście zaadresowanym dla swojej matki, McCrae opisał bitwę jako „koszmar”,

Przez siedemnaście dni i siedemnaście nocy, z wyjątkiem kilku przypadków, nikt z nas nie zdjął, ani ubrań, ani nawet butów. Przez cały ten czas, kiedy byłem przytomny, ostrzał z broni palnej i karabinów nie ustawał na więcej niż sześćdziesiąt sekund... A za tym wszystkim krył się ciągły widok zabitych, rannych, okaleczonych i straszny niepokój, żeby linia się nie załamała.

Alexis Helmer, bliski przyjaciel, został zabity podczas bitwy 2 maja. W trakcie pochówku, któremu osobiście przewodniczył, McCrae zauważył, jak szybko rosną maki przy grobach tych, którzy polegli w bitwie pod Ypres. Następnego dnia napisał on wiersz, siedząc z tyłu ambulansu w punkcie opatrunkowym ADS (ang. Advanced Dressing Station) pod Ypres. Miejsce to znane jest dzisiaj jako John McCrae Memorial Site.

## Publikacja

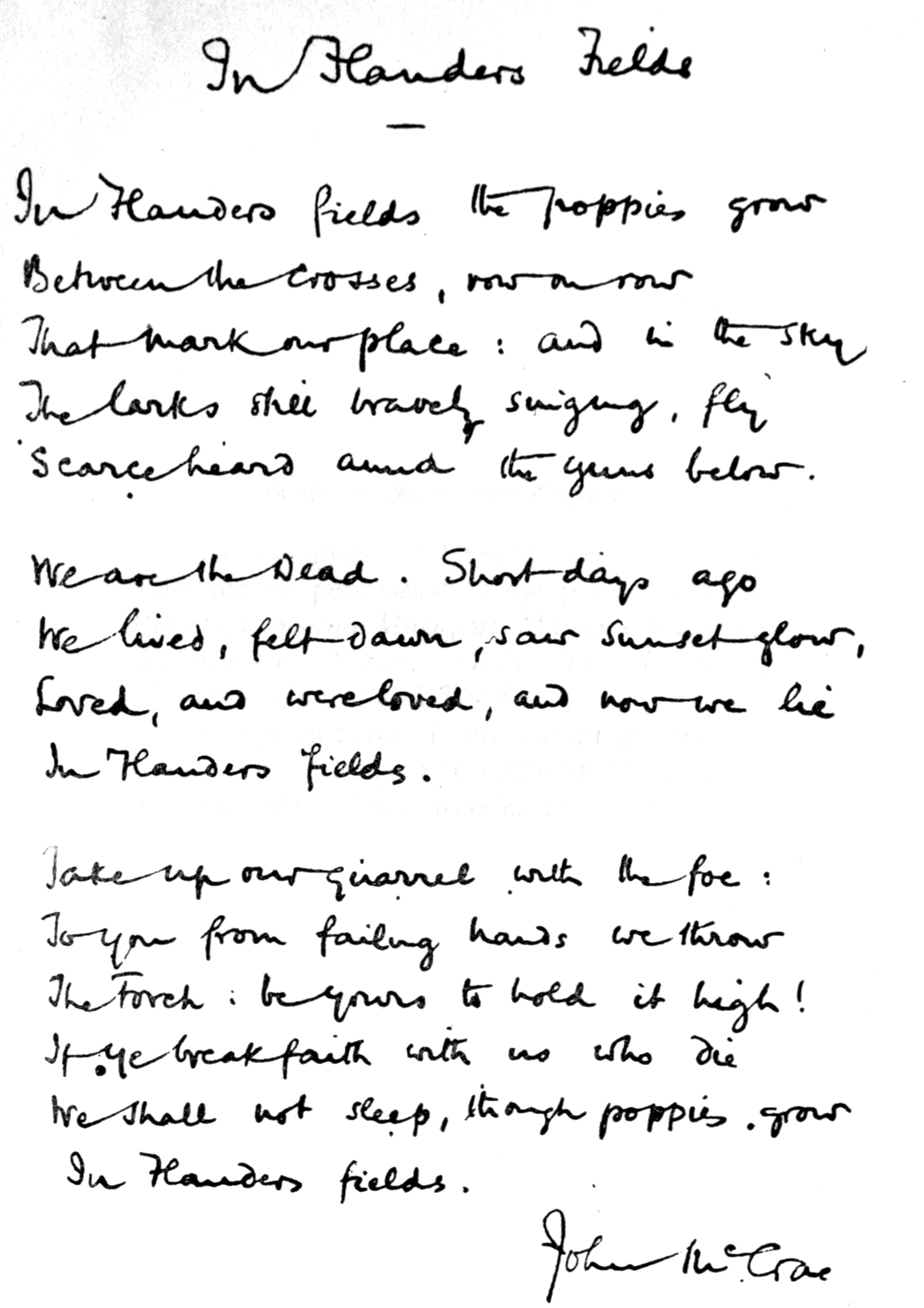
Kopia wiersza z autografem z książki In Flanders Fields and Other Poems. W przeciwieństwie do drukowanej kopii w tej samej książce, McCrae w wersji odręcznej kończy pierwszy wers słowem „grow”

Cyril Allinson był starszym sierżantem w jednostce McCrae’a. Dostarczając pocztę brygady, obserwował McCrae’a podczas pracy nad poematem, zauważając, że oczy McCrae’a regularnie wracały do grobu Helmera w trakcie pisania. Otrzymawszy notatnik, Allinson przeczytał wiersz i był nim tak poruszony, że natychmiast zapadł on w jego pamięci. Opisał go jako „niemal dokładny opis sceny, która przed nami się odgrywała”. Według opowieści McCrae nie był zadowolony ze swojej pracy. Podobno zgniótł kartkę i ją wyrzucił. Odzyskał ją jeden z kolegów z oddziału: Edward Morrison, J. M. Elder lub Allinson. McCrae ostatecznie został namówiony, aby opublikować wiersz. Wczesna kopia poematu znajduje się dzienniku Clare Gass, która jako pielęgniarka służyła na polu bitwy z McCraem. Wpis zapisany został 30 października 1915 roku – prawie sześć tygodni przed pierwszą oficjalną publikacją wiersza w magazynie Punch 8 grudnia 1915 roku.
Według innej historii powstania wiersza pogrzeb Helmera odbył się rano 2 maja, po którym McCrae napisał wiersz w ciągu 20 minut. Trzecia wersja, autorstwa Morrisona, utrzymuje, że McCrae pracował nad wierszem, gdy tylko znalazł chwilę czasu pomiędzy transportami rannych żołnierzy wymagających pomocy medycznej. Niezależnie od tego, która wersja jest prawdziwa, McCrae pracował nad wierszem miesiącami, zanim uznał go za gotowy do publikacji. Złożył go w londyńskim „The Spectator”, ale został odrzucony. Następnie został wysłany do Puncha, gdzie został opublikowany 8 grudnia 1915 roku. Początkowo poemat wydany został anonimowo, ale Punch przypisał wiersz McCrae’owi w swoim spisie na koniec roku.
Po publikacji powstał spór na temat pierwszego wersu w oryginalnym tekście wiersza. Według Allinsona, wiersz zaczynał się od słów „In Flanders Fields the poppies grow”, kiedy został napisany po raz pierwszy. McCrae zakończył przedostatni wers słowem „grow”, Punch otrzymał zgodę na zmianę brzmienia pierwszego wersu, aby kończył się słowem „blow”. McCrae używał obu słów, gdy robił odręczne kopie dla przyjaciół i rodziny. Pytania o to, jak powinien kończyć się pierwszy wers, przetrwały aż po czasy współczesne. Po tym jak w 2001 roku ukazał się projekt banknotu dziesięciodolarowego z pierwszą strofą In Flanders Fields, kończącą pierwszy wers na „blow”, Bank of Canada został zalany pytaniami i skargami od tych, którzy uważali, że pierwszy wers powinien kończyć się na „grow”.

## Popularność

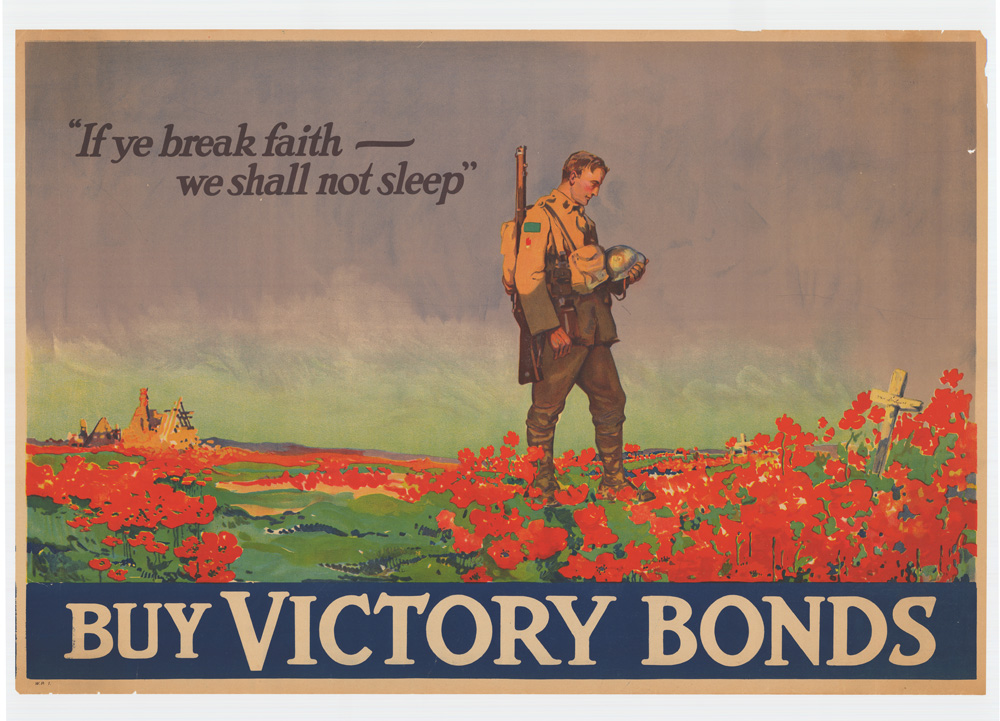
Fragmenty wiersza były wykorzystywane w celach propagandowych, jak na przykładzie tego plakatu kanadyjskich obligacji wojennych

Według historyka Paula Fussella In Flanders Fields był najpopularniejszym wierszem swojej epoki. McCrae otrzymał liczne listy i telegramy chwalące jego dzieło, kiedy okazało się kto był jego autorem. Wiersz był publikowany na całym świecie, szybko stając się synonimem poświęcenia żołnierzy poległych w I wojnie światowej. Dzieło zostało przetłumaczone na wiele języków, tak wiele, że sam McCrae zażartował, że „brakuje jeszcze tylko chińskiego”. Atrakcyjność poematu była wręcz uniwersalna. Żołnierze czuli się nim zainspirowani, traktując go jako oświadczenie o ich obowiązku wobec tych, którzy zginęli, podczas gdy cywile postrzegali go jako określenie sprawy, za którą walczyli ich bracia i synowie.
Dzieło często było wykorzystywane w celach propagandowych, szczególnie w Kanadzie przez Partię Unionistów podczas wyborów federalnych w 1917 roku w czasie kryzysu mobilizacyjnego. Frankokanadyjczycy w Quebecu byli zdecydowanie przeciwni możliwości poboru do wojska, ale angielscy Kanadyjczycy w przeważającej większości głosowali za poparciem premiera Roberta Bordena i rządu unionistów. Mawia się, że In Flanders Fields zrobiło więcej, aby „sprawić, by to Dominium wytrwało w obowiązku walki o ostateczny pokój na świecie, niż wszystkie polityczne przemówienia ostatniej kampanii wyborczej”. McCrae, zagorzały zwolennik Imperium Brytyjskiego i działań wojennych, był zadowolony z tego, jak jego wiersz wpłynął na wybory. W jednym z listów stwierdził: „Mam nadzieję, że swoim głosem uderzyłem w [francuskiego] Kanadyjczyka”.
Wiersz był popularnym narzędziem motywacyjnym w Wielkiej Brytanii, gdzie służył do zachęcania żołnierzy walczących z Niemcami, oraz w Stanach Zjednoczonych, gdzie był przedrukowywany w całym kraju. Był to jeden z najczęściej cytowanych utworów podczas wojny, wykorzystywany w wielu miejscach: przy kampaniach promujących sprzedaż obligacji wojennych, podczas akcji werbunkowych oraz do krytyki pacyfistów i tych, którzy chcieli czerpać zyski z wojny. Do 1920 roku co najmniej 55. kompozytorów w Stanach Zjednoczonych ułożyło muzykę do wiersza In Flanders Fields, w tym Charles Ives, Arthur Foote i John Philip Sousa. Utwór Ivesa, którego premiera odbyła się na początku 1917 roku, jest prawdopodobnie najwcześniejszym amerykańskim podkładem muzycznym tego typu. Fussell skrytykował wiersz w swojej pracy The Great War and Modern Memory (1975). Zauważył on różnicę między sielankowym tonem pierwszych dziewięciu wersów a „retoryką plakatu rekrutacyjnego” trzeciej strofy. Opisując je jako „złośliwe” i „głupie”, Fussell nazwał końcowe wersy „propagandowym argumentem przeciwko wynegocjowanemu pokojowi”.

## Dziedzictwo

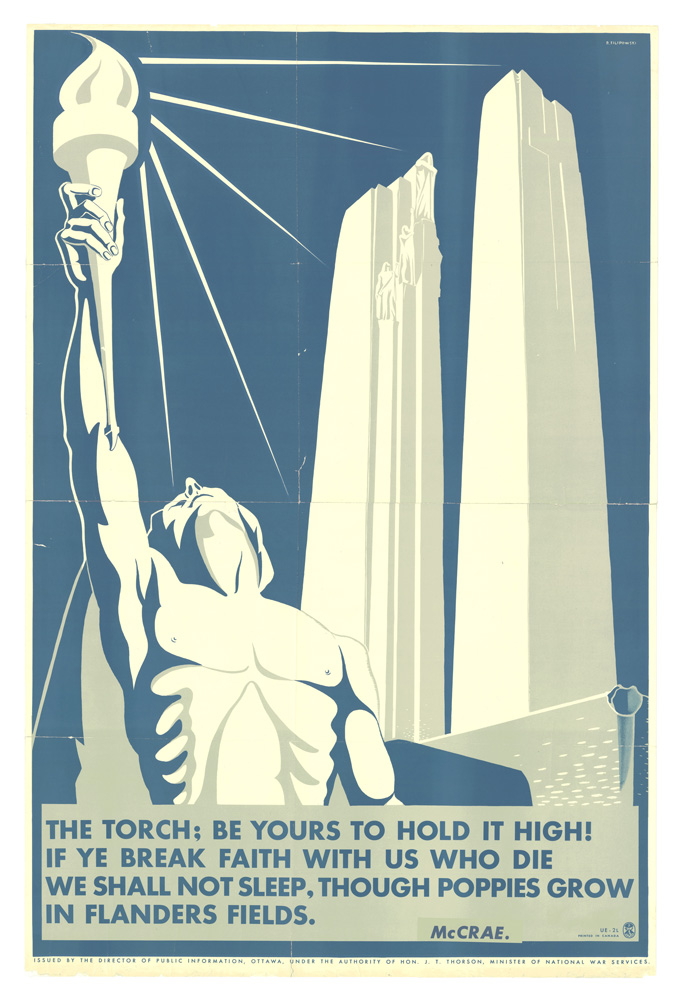
Narodowy pomnik pamięci Kanady Vimy Memorial i fragment In Flanders Fields na plakacie poborowym z okresu II wojny światowej

W czerwcu 1915 r. McCrae został przeniesiony do korpusu medycznego i stacjonował w Boulogne we Francji, gdzie został awansowany na podpułkownika i powierzono mu obowiązki lekarza w Kanadyjskim Szpitalu Generalnym numer 3. 13 stycznia 1918 r. został awansowany do rangi pułkownika i mianowany lekarzem konsultantem armii brytyjskich we Francji. Lata wojny wyczerpały McCrae’a i w rezultacie przyczyniły się do rozwoju zapalenia płuc oraz do późniejszego zapalenie opon mózgowych. 28 stycznia 1918 roku zmarł w szpitalu wojskowym w Wimereux, a następnie został tam pochowany z pełnymi honorami wojskowymi. Książka z jego dziełami, między innymi zawierająca In Flanders Fields, została wydana w następnym roku.

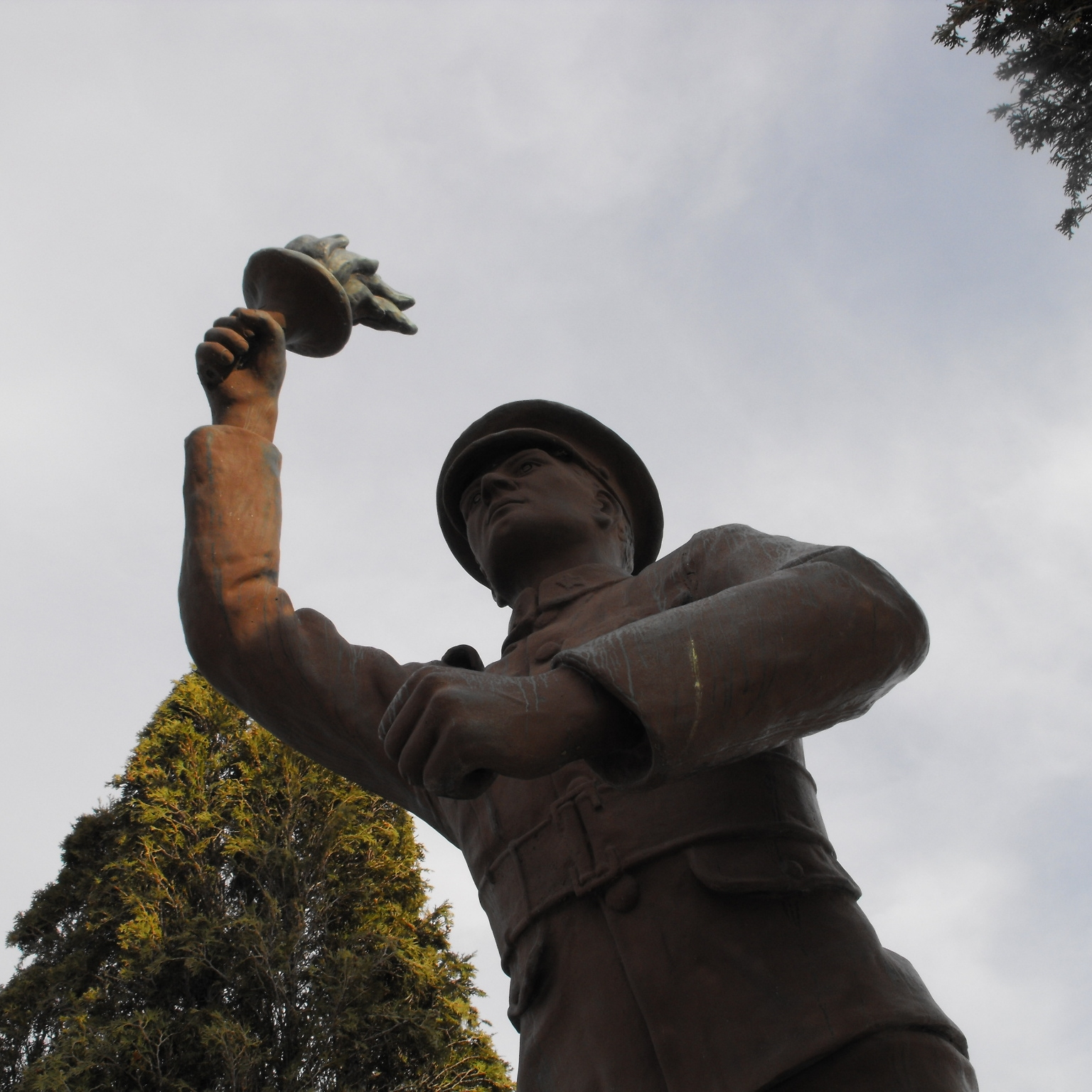
Weź z rąk omdlałych złoty róg. / Niech zabrzmi znów, nie zawiedź nas – rzeźba cenotafu, Shubenacadie, Nowa Szkocja

In Flanders Fields jest bardzo popularne w Kanadzie, gdzie jest głównym elementem ceremonii Dnia Pamięci i prawdopodobnie jest jednym z najbardziej znanych utworów literackich wśród angielskich Kanadyjczyków. Ma oficjalną francuską adaptację, zatytułowaną Au champ d’honneur, napisaną przez Jeana Pariseau i używaną przez rząd kanadyjski we francuskich i dwujęzycznych ceremoniach. Royal Canadian Mint wydał przy niektórych okazjach ćwierćdolarówki oraz wyjątkowo w latach od 2001 do 2013 banknoty dziesięciodolarowe z kwiatami maku. W centrum monety wybitej w 2004 r. znajdował się czerwony kwiat maku. Ćwierćdolarówka uważana jest za pierwszą wielokolorową monetę obiegową na świecie. Aby uczcić stulecie poematu w 2015 roku, zarówno kolorowa, jak i niekolorowa makowa ćwierćdolarówka oraz „toonie” (moneta o nominale 2 dolarów) zostały wydane jako monety obiegowe, a wraz z nimi również inne monety kolekcjonerskie. Jednym z zastosowań wiersza w popkulturze jest użycie wersów „weź z rąk omdlałych złoty róg. / Niech zabrzmi znów, nie zawiedź nas” jako motto klubu hokejowego Montreal Canadiens od 1940 roku.
W 1968 roku Canada Post uhonorowało 50. rocznicę śmierci Johna McCrae znaczkiem pocztowym, a w 2015 roku upamiętniło stulecie jego słynnego wiersza. Kwiat maku pojawił się również na innych znaczkach pocztowych, m.in. w 1975, 2001, 2009, 2013 i 2014 roku. Zarządy pocztowe z innych państw również użyły wizerunku maku jako symbolu pamięci o poległych, w tym urzędy pocztowe z Australii, Gibraltaru, Wielkiej Brytanii i Stanów Zjednoczonych.
Miejsce urodzenia McCrae w Guelph zostało przekształcone w muzeum poświęcone wojnie i jego życiu. McCrae otrzymał miano National Historic Person w 1946 r., a jego dom został wpisany na listę National Historic Site w 1966 roku.
Pomimo swojej sławy In Flanders Fields jest często ignorowane przez naukowców specjalizujących się w literaturze kanadyjskiej. Poemat jest czasami postrzegany jako anachronizm; opowiada on o chwale i honorze w wojnie, która stała się synonimem daremności wojny okopowej i rzezi wywołanej przez dwudziestowieczną broń. Nancy Holmes, profesor Uniwersytetu Kolumbii Brytyjskiej, spekulowała, że patriotyczny charakter wiersza i wykorzystanie go jako narzędzia propagandy mogły doprowadzić do tego, że krytycy literaccy postrzegali go bardziej jako symbol lub pieśń narodową niż wiersz.